# Hitom himlen
Hitom himlen är en roman av Stina Aronson från 1946 vilken kom att bli hennes genombrottsroman. Boken har återutgivits flera gånger.

## Handling
I boken beskrivs den norrbottniska fiktiva avsidesbygden Mäntyjärvi. Ett kargt och oändligt kärleksfullt målat landskap där änkan Emma Niskanpää och hennes ende son "mitt Johns" liv och leverne skildras. Där finns även en mängd andra karaktärer som den vilsna bondhustrun Mira, Renströmssläkten, byidioter, småbarn, ripjägare, lappföljen och även en oförglömlig läsarpräst och hans våndor.